# Passo de Camaragibe
Passo de Camaragibe é um município brasileiro do estado de Alagoas. Sua população estimada em 2004 era de 13.583 habitantes e o Censo de 2010 contabilizou 14.763.
É a cidade natal do lexicógrafo Aurélio Buarque de Holanda e do empresário Paulo César Farias. Seus habitantes são ditos camaragibanos.

## Etimologia
O nome escreve-se oficialmente com "g", embora, tradicionalmente, prescrevesse-se o uso da letra "j" para palavras de origem tupi-guarani ou africana. O nome vem do tupi Rio de Camarás (referindo-se a um arbusto típico da região). Ao longo dos anos a grafia foi alterada para kamba'ra g'ype, Camaragype, Camarajibe e finalmente para Camaragibe.

## História
Passo de Camaragibe foi elevado à vila em 1852 e distrito em 1864 até  receber condição de cidade em 1880.